# Alyssum propinquum
Alyssum propinquum är en korsblommig växtart som beskrevs av Julius Baumgartner. Alyssum propinquum ingår i släktet stenörter, och familjen korsblommiga växter. Inga underarter finns listade i Catalogue of Life.

## Bildgalleri

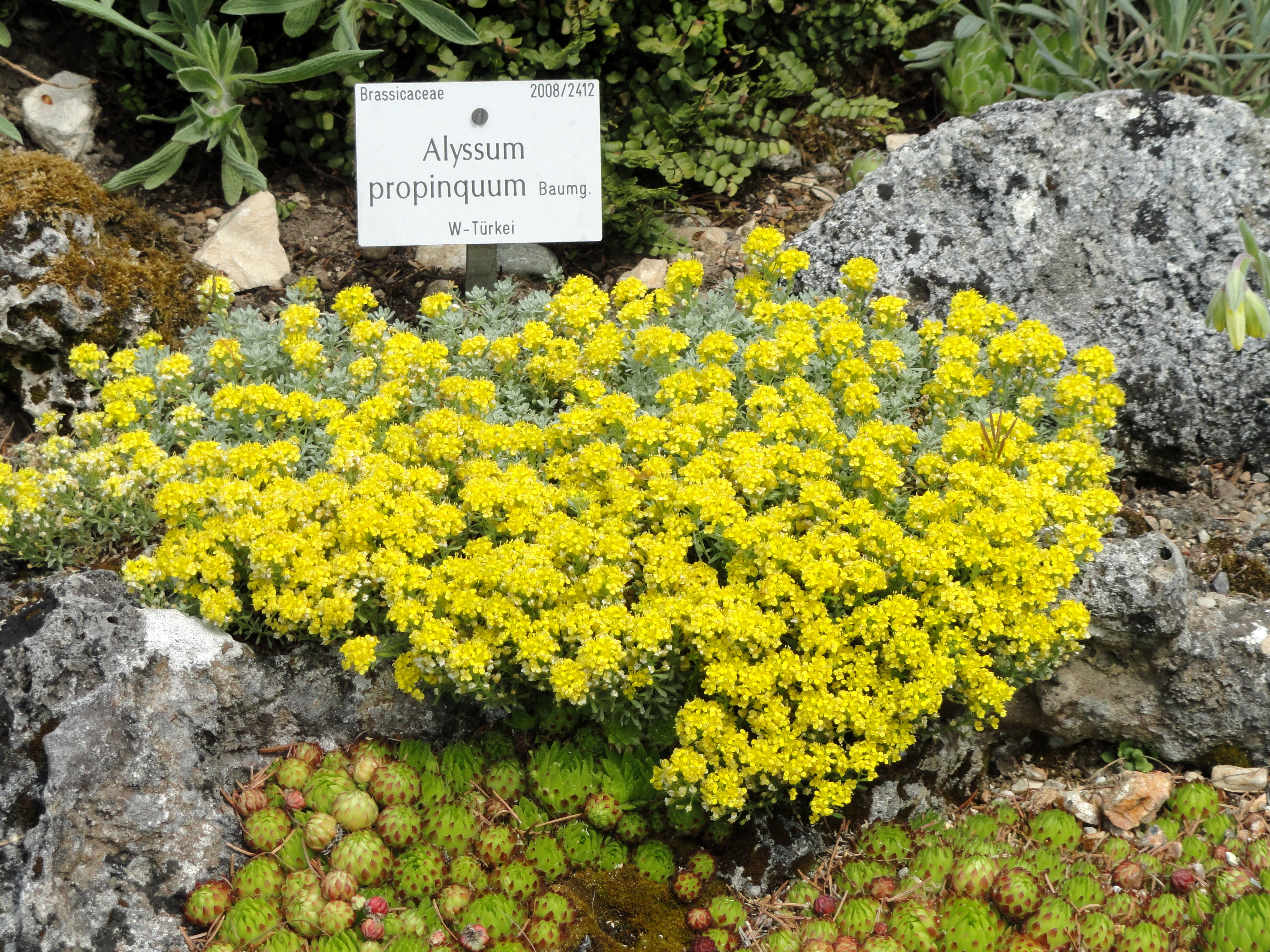